# 신마에바시역
신마에바시역(일본어: 新前橋駅, しんまえばしえき)은 일본 군마현 마에바시시에 있는, 동일본 여객철도의 철도역이다. 조에쓰선이 지나가며, 료모선과 아가쓰마선 열차들도 다닌다.
특급 《구사쓰》, 《아카기》가 정차한다.

## 역 구조
섬식 2면 4선 구조의 지상역으로, 역사는 선상 구조이다. 출구는 동쪽과 서쪽에 1곳씩 있으며, 양쪽 출구에 연계버스 및 택시 정류장이 갖추어져 있다. 사원이 근무하는 관리역으로, 조에쓰선 군마소자역을 관리한다. 자동 개찰기에서 스이카 및 제휴 교통카드의 사용이 가능하다.

### 승강장
| 1·2 | ■ 조에쓰선 (상행) ■ 다카사키 선·쇼난신주쿠 라인 (도카이도 선 직결 운행) | 다카사키 · 오미야 · 우에노 · 요코하마 방면   |
| 3   | ■ 료모선                                                                | 마에바시 · 이세사키 · 기류 방면              |
| 4   | ■ 조에쓰선 (하행)                                                       | 시부카와 · 누마타 · 미나카미 · 나가오카 방면 |
| 4   | ■ 아가쓰마선                                                            | 시부카와 · 나카노조 · 오마에 방면            |

## 역세권 정보
동쪽 출구 광장에 마에바시에서 태어나 자란 시인인 하기와라 사쿠타로가 쓴 시인 《신마에바시 역》의 시비가 있다. 《신마에바시 역》은 1921년 신마에바시 역이 문을 열 당시의 모습을 그린 시이다.
- 조모 신문 본사
- 일본방송협회 마에바시 방송국
- 군마 현 종합교통센터
- 국도 17호선
- 간에쓰 자동차도 마에바시 나들목

## 역사
원래 신마에바시 역은 조에쓰선의 계획에 없었으며, 일본 정부는 가네코 정을 따라 다카사키 역에서 시부카와 역까지를 직선으로 연결코자 했다. 그러나 마에바시시의 강력한 요구로 현재의 신마에바시 역이 세워져 조에쓰선과 료모선의 분기점이 되었다.
- 1921년 7월 1일 - 일본국유철도 조에쓰선의 다카사키 ~ 시부카와 구간 개통과 동시에 개업했다.
- 1959년 4월 20일 - 구내에 신마에바시 전차구를 신설했다.
- 1987년 4월 1일 - 민영화에 따라 동일본 여객철도의 소속이 되었다.
- 2001년 11월 18일 - 스이카의 사용이 가능해졌다.
- 2005년 12월 10일 - 신마에바시 전차구가 다카사키 차량 센터로 통합되어 다카사키로 이전했다.

## 인접역
| 동일본 여객철도 조에쓰선 | 동일본 여객철도 조에쓰선 | 동일본 여객철도 조에쓰선 |
| ------------------------ | ------------------------ | ------------------------ |
| 이노 다카사키 방면       | ■ 보통                   | 군마소자 미나카미 방면   |
| 이노 다카사키 방면       | ■ 아가쓰마선 보통        | 군마소자 오마에 방면     |
| 이노 다카사키 방면       | ■ 료모선 보통            | 마에바시 기류 방면       |